# Парламент Австрии

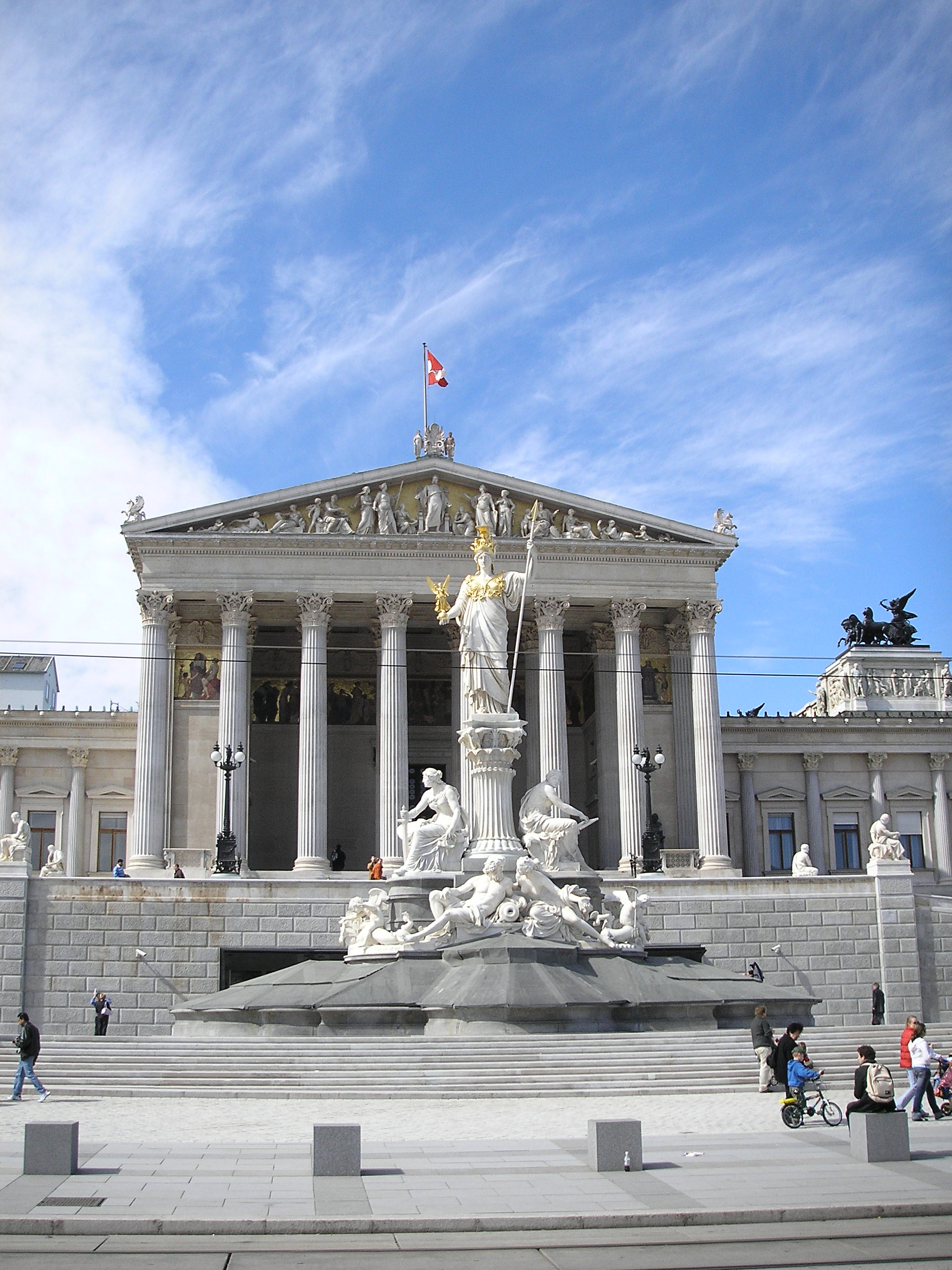
Здание парламента в Вене

Парламент Австрии (нем. Österreichisches Parlament) — законодательный орган Австрийской Республики, включающий 245 депутатов. Состоит из двух палат: Федерального совета (нем. Bundesrat, Бу́ндесрат) и Национального совета (нем. Nationalrat, На́циональрат).
Национальный совет или Национальрат, состоит из 183 депутатов, которые избираются по пропорциональной системе с открытыми списками. Процентный барьер для прохождения в Национальный совет — 4 %. Срок полномочий нижней палаты — 5 лет. Национальный совет является доминирующим в Парламенте, хотя и является «нижней палатой», поэтому часто Парламент и Национальный совет являются синонимами в австрийской политике и прессе.
Федеральный совет или Бундесрат, обладает переменным количеством членов, на данный момент их 62. Депутаты избираются парламентами федеральных земель Австрии — ла́ндтагами (нем. Landtag). Земли представлены разным количеством депутатов в зависимости от численности населения (от 3 до 12). Срок полномочий верхней палаты — 4 или 6 лет в зависимости от срока полномочий ландтага, избравшего депутата. Что касается большинства вопросов, только Федеральный совет обладает решающим правом вето, которое может быть преодолено Национальным советом. Также, Федеральный совет пользуется абсолютным правом вето в отношении законопроектов, которые затрагивают изменение существующих полномочий федеральных земель и самого Федерального совета.
Федеральное Собрание (нем. Bundesversammlung) не является законодательным органом согласно Федеральному конституционному закону, так лишь называется совместное заседание Федерального совета и Национального совета (палат парламента). Федеральное Собрание созывается редко, например, для инаугурации Федерального президента или объявления ему импичмента.
Обе палаты парламента, а также Федеральное Собрание созывается и заседает в Здании парламента, расположенном на улице Рингштрассе в Вене.

## Состав
Последние парламентские выборы в Австрии состоялись 15 октября 2017 года:
| Наименование палаты                   | Федеральный совет | Национальный совет |
| ------------------------------------- | ----------------- | ------------------ |
| Австрийская народная партия           | 22                | 61                 |
| Социал-демократическая партия Австрии | 20                | 52                 |
| Австрийская партия свободы            | 12                | 53                 |
| Беспартийные                          | 3                 | 8                  |
| Зелёные                               | 4                 | 0                  |
| NEOS — Новая Австрия                  | 0                 | 9                  |

Количество депутатских мандатов принадлежащих партиям. Выборы в Национальный Совет прошли 29 сентября 2013. Количество депутатов в Федеральном Совете по состоянию на 1 января 2015.
| Наименование палаты                   | Федеральный совет | Национальный совет |
| ------------------------------------- | ----------------- | ------------------ |
| Австрийская народная партия           | 28                | 51                 |
| Социал-демократическая партия Австрии | 24                | 57                 |
| Австрийская партия свободы            | 4                 | 34                 |
| Беспартийные                          | 6                 | 4                  |
| Зелёные                               | 0                 | 20                 |
| Альянс за будущее Австрии             | 0                 | 17                 |

Количество депутатских мандатов принадлежащих партиям по данным на 2008 год:
| Наименование палаты                   | Федеральный совет | Национальный совет |
| ------------------------------------- | ----------------- | ------------------ |
| Австрийская народная партия           | 28                | 79                 |
| Социал-демократическая партия Австрии | 23                | 69                 |
| Австрийская партия свободы            | 7                 | 18                 |
| Зелёные                               | 4                 | 17                 |

## История
С 1934 по 1945 парламент не функционировал.
В 1918 образовано временное национальное собрание.
В 1873 введено всеобщее право голоса для мужчин, в 1907 — для женщин. В 1907 проведены первые всеобщие выборы.
В 1867 образована Австро-Венгерская монархия, рейхсрат стал парламентом австрийской части.
В 1861 создан новый законодательный орган для всей Австро-Венгерской империи — имперский совет (рейхсрат).
В 1849 рейхстаг разогнан.
В 1848 опубликован указ императора Австрии Фердинанда I о создании однопалатного выборного парламента — рейхстага.